# Aleksandr Legkov
Aleksandr Legkov (n. 7 mai 1983, Krasnoarmeisk, RSFS Rusă, URSS) este un schior de fond ce a reprezentat Rusia, medaliat olimpic. A participat la 3 ediții ale Jocurilor Olimpice (2006, 2010, 2014) în care a câștigat o medalie de aur și o medalie de argint.